# Diocesi di Shreveport
La diocesi di Shreveport (in latino: Dioecesis Sreveportuensis in Louisiana) è una sede della Chiesa cattolica negli Stati Uniti d'America suffraganea dell'arcidiocesi di New Orleans. Nel 2022 contava 42.467 battezzati su 808.450 abitanti. È retta dal vescovo Francis Ignatius Malone.

## Territorio
La diocesi comprende 16 parrocchie civili nella parte settentrionale e nord-occidentale della Louisiana, negli Stati Uniti d'America: Bienville, Bossier, Caddo, Claiborne, De Soto, East Carroll, Jackson, Lincoln, Morehouse, Ouachita, Red River, Richland, Sabine, Union, Webster e West Carroll.
Sede vescovile è la città di Shreveport, dove si trova la cattedrale di San Giovanni Berchmans (Saint John Berchmans).
Il territorio si estende su 28.837 km² ed è suddiviso in 27 parrocchie.

## Storia
La diocesi è stata eretta il 16 giugno 1986 con la bolla Pro grege di papa Giovanni Paolo II in seguito alla divisione della diocesi di Alexandria-Shreveport, che ha dato origine anche alla diocesi di Alexandria.

## Cronotassi dei vescovi
Si omettono i periodi di sede vacante non superiori ai 2 anni o non storicamente accertati.
- William Benedict Friend † (16 giugno 1986 - 20 dicembre 2006 ritirato)
- Michael Gerard Duca (1º aprile 2008 - 26 giugno 2018 nominato vescovo di Baton Rouge)
- Francis Ignatius Malone, dal 19 novembre 2019

## Statistiche
La diocesi nel 2022 su una popolazione di 808.450 persone contava 42.467 battezzati, corrispondenti al 5,3% del totale.
| anno | popolazione | popolazione | popolazione | presbiteri | presbiteri | presbiteri | presbiteri                | diaconi | religiosi | religiosi | parrocchie |
| anno | battezzati  | totale      | %           | numero     | secolari   | regolari   | battezzati per presbitero | diaconi | uomini    | donne     | parrocchie |
| ---- | ----------- | ----------- | ----------- | ---------- | ---------- | ---------- | ------------------------- | ------- | --------- | --------- | ---------- |
| 1990 | 40.650      | 813.000     | 5,0         | 55         | 42         | 13         | 739                       | 7       | 16        | 95        | 51         |
| 1999 | 37.877      | 770.129     | 4,9         | 55         | 41         | 14         | 688                       | 6       | 1         | 53        | 31         |
| 2000 | 38.396      | 770.061     | 5,0         | 52         | 37         | 15         | 738                       | 5       | 17        | 51        | 32         |
| 2001 | 38.929      | 778.633     | 5,0         | 55         | 39         | 16         | 707                       | 6       | 21        | 51        | 32         |
| 2002 | 39.476      | 777.318     | 5,1         | 54         | 39         | 15         | 731                       | 6       | 20        | 53        | 32         |
| 2003 | 39.056      | 782.591     | 5,0         | 52         | 41         | 11         | 751                       | 6       | 18        | 54        | 32         |
| 2004 | 39.436      | 784.665     | 5,0         | 59         | 42         | 17         | 668                       | 6       | 27        | 58        | 32         |
| 2010 | 41.693      | 848.000     | 4,9         | 49         | 34         | 15         | 850                       | 21      | 19        | 34        | 27         |
| 2014 | 43.000      | 873.000     | 4,9         | 51         | 34         | 17         | 843                       | 17      | 22        | 24        | 27         |
| 2017 | 41.505      | 814.956     | 5,1         | 47         | 30         | 17         | 883                       | 33      | 21        | 24        | 27         |
| 2020 | 42.110      | 801.614     | 5,3         | 39         | 27         | 12         | 1.079                     | 34      | 15        | 21        | 27         |
| 2022 | 42.467      | 808.450     | 5,3         | 42         | 30         | 12         | 1.011                     | 33      | 13        | 19        | 27         |